# Tragia wildemanii
Tragia wildemanii är en törelväxtart som beskrevs av Lucien Beille. Tragia wildemanii ingår i släktet Tragia och familjen törelväxter. Inga underarter finns listade i Catalogue of Life.